# Покрово-Пригородный сельсовет
Покрово-Пригородный сельсовет — упразднённое административно-территориальное образование и бывшее сельское поселение в составе Тамбовского района Тамбовской области России.
Административный центр — село Покрово-Пригородное.

## История
Как сельское поселение образовано Законом от 17 сентября 2004 года. Сельсовет как административно-территориальное и муниципальное образования упразднён Законом от 23 декабря 2022 года с присоединением его территории к 1 января 2023 года в состав городского округа города Тамбова.

## Население
| 2010  | 2012  | 2013  | 2014  | 2015  | 2016  | 2017  |
| ----- | ----- | ----- | ----- | ----- | ----- | ----- |
| 6385  | ↗6485 | ↗6565 | ↗6603 | ↗6634 | ↘6455 | ↘6376 |
| 2018  | 2019  | 2020  | 2021  |       |       |       |
| ↘6350 | ↘6205 | ↘6129 | ↘5566 |       |       |       |

## Населённые пункты
В состав сельсовета входили два населённых пункта:
| № | Населённый пункт    | Тип населённого пункта | Население |
| - | ------------------- | ---------------------- | --------- |
| 1 | Перикса             | деревня                | ↘760      |
| 2 | Покрово-Пригородное | село                   | ↘4806     |